# Belfast Child
Singles de Simple Minds
Promised You a Miracle (live)
(1987) This Is Your Land
(1989)
Belfast Child est une chanson du groupe de rock écossais Simple Minds. Elle sort en single en février 1989 avec en face b la chanson Mandela Day. Elle figure sur l'EP 3 titres Ballad of The Streets sorti en même temps, puis sur l'album Street Fighting Years qui paraît en mai 1989.
La chanson reprend la mélodie de She Moved Through the Fair, un air folklorique irlandais, avec de nouvelles paroles traitant du conflit nord-irlandais inspirées notamment par le Remembrance Day bombing (en) survenu le 8 novembre 1987 à Enniskillen,.
Belfast Child rencontre un grand succès à sa sortie : elle se classe no 1 des ventes au Royaume-Uni, en Irlande et aux Pays-Bas.

## Liste des titres
- 45 tours
  1. Belfast Child (traditionnel, paroles de Simple Minds) - 6:39
  2. Mandela Day  (Simple Minds) - 5:47

- Ballad of The Streets EP
  1. Belfast Child - 6:39
  2. Mandela Day - 5:47
  3. Biko (Peter Gabriel) - 7:31

- Biko est une reprise d'une chanson de Peter Gabriel. Les trois titres sont inclus dans l'album Street Fighting Years.

## Classements hebdomadaires
| Classement (1989)                      | Meilleure position |
| -------------------------------------- | ------------------ |
| Allemagne (GfK Entertainment)          | 3                  |
| Australie (ARIA)                       | 12                 |
| Autriche (Ö3 Austria Top 40)           | 12                 |
| Belgique (Flandre Ultratop 50 Singles) | 2                  |
| France (SNEP)                          | 20                 |
| Irlande (IRMA)                         | 1                  |
| Italie (FIMI)                          | 2                  |
| Norvège (VG-lista)                     | 9                  |
| Nouvelle-Zélande (RMNZ)                | 8                  |
| Pays-Bas (Single Top 100)              | 1                  |
| Pays-Bas (Nederlandse Top 40)          | 1                  |
| Royaume-Uni (UK Singles Chart)         | 1                  |
| Suède (Sverigetopplistan)              | 11                 |
| Suisse (Schweizer Hitparade)           | 3                  |

## Certification
| Pays              | Certification |
| ----------------- | ------------- |
| Royaume-Uni (BPI) | Argent        |